# Семья (телесериал, 2019)
«Семья» (англ. Fam) — американский комедийный телесериал, премьера которого состоялась 10 января 2019 года. Сериал рассказывает о Клем, которая собирается выйти замуж, но неожиданно в её жизнь врываются сестра и отец. Проблема в том, что жених и его семья считали, что он умер десять лет назад..
10 мая 2019 года канал CBS закрыл сериал после одного сезона.

## Сюжет
Сериал рассказывает о Клем, которая собирается выйти замуж, но неожиданно в её жизнь врываются сестра и отец. Проблема в том, что жених и его семья считали, что он умер десять лет назад.

## В ролях
- Нина Добрев — Клем
- Тон Белл — Ник
- Одесса Адлон — Шэннон
- Брайан Стокс Митчелл — Уолт
- Шерил Ли Ральф — Роуз
- Гэри Коул — Фредди

## Эпизоды

### Сезон 1 (2019)
| № общий | № в сезоне | Название                                              | Режиссёр        | Автор сценария          | Дата премьеры   | Зрители (млн) |
| --- | ---------- | ----------------------------------------------------- | --------------- | ----------------------- | --------------- | ------------- |
| 1 | 1          | «Pilot» «Пилот»                                       | Скотт Эллис     | Коринн Кингсбери        | 10 января 2019  | 7,34          |
| Главная героиня пытается забыть о сложном прошлом, мечтая лишь о том, чтобы выйти замуж и хорошо провести взрослую жизнь. К тому же, люди, готовые стать новой семьей для Клем, уверены, что девушка одинока. Та рассказала, что ее отец умер десять лет назад, однако на самом деле он жив, а героиня просто стыдится его. Вскоре объявляется младшая сестра Глем, поэтому правда, которую та от всех скрывает, может вырваться наружу и подорвать доверие к героини. Испорченные отношения с новоиспеченной семьей вряд ли могут быть хорошим заделом для будущего счастья. |            |                                                       |                 |                         |                 |               |
| 2 | 2          | «Freddy Returns» «Возвращение Фредди»                 | Виктор Гонзалес | Джо Порт и Джо Уайзман  | 17 января 2019  | 6,00          |
| Узнав, что Клем не планирует приглашать своего отца на свадьбу, родители Ника поощряют ее пригласить его к себе домой на ужин, чтобы помочь восстановить их отношения. Кроме того, Ник пытается научить Шеннон быть более ответственной дома. |            |                                                       |                 |                         |                 |               |
| 3 | 3          | «Stealing Time» «Потраченное время»                   | Тодд Холланд    | Стефани Фёрман Дарроу   | 24 января 2019  | 6.35          |
| Когда Клем и Ник узнают, что Шеннон украла драгоценные часы Уолта, они приглашают Фредди помочь им вернуть их от безжалостного владельца ломбарда. |            |                                                       |                 |                         |                 |               |
| 4 | 4          | «It's Been A While» «Давно не виделись»               | Виктор Гонзалес | Майк Шифф и Билл Мартин | 24 января 2019  | 5.03          |
| Отчаянно нуждаясь в уединении с тех пор, как Шеннон переехала жить к ним, Клем и Ник планируют столь необходимое послеобеденное свидание, которое прерывается, когда Шеннон отправляется домой из школы за нарушение дресс-кода. |            |                                                       |                 |                         |                 |               |
| 5 | 5          | «Jolene, Jolene» «Джолин, Джолин»                     | Виктор Гонсалес | Дон Д. Скотт            | 31 января 2019  | 6.05          |
| После того, как Клем и Ник говорят Шеннон, что она не может пойти на музыкальный фестиваль в школьный вечер, давно отсутствующая мать Шеннон, Джолин (Кейт Уолш), возвращается в ее жизнь и пытается нарушить ее. Кроме того, Фредди пытается помочь делу в попытке вернуть благосклонность Клем до свадьбы. |            |                                                       |                 |                         |                 |               |
| 6 | 6          | «Pregnant Pause» «Пауза беременности»                 | Тодд Холлэнд    | Чарльз Броттмиллер      | 14 февраля 2019 | 5.43          |
| Раздраженная тем, что Клем вторгается в ее личную жизнь, Шеннон разыгрывает ее, что в конечном итоге имеет далеко идущие последствия. |            |                                                       |                 |                         |                 |               |
| 7 | 7          | «Drunk in Love» «Пьяный в любви»                      | Неизвестно      | Неизвестно              | 21 февраля 2019 | 5.58          |
| 8 | 8          | «Jojo Returns» «ДжоДжо возвращается»                  | Неизвестно      | Неизвестно              | 28 февраля 2019 | 5.09          |
| 9 | 9          | «Ocean View» «Вид на океан»                           | Неизвестно      | Неизвестно              | 7 марта 2019    | 5.68          |
| 10 | 10         | «Dance Dance Resolution» «Разрешение на танец»        | Неизвестно      | Неизвестно              | 14 марта 2019   | 5.76          |
| 11 | 11         | «Party Girl» «Девишник»                               | Неизвестно      | Неизвестно              | 21 марта 2019   | 4.55          |
| 12 | 12         | «Say Mess to the Dress» «Скажи, что платье испорчено» | Неизвестно      | Неизвестно              | 4 апреля 2019   | 4.79          |
| 13 | 13         | «This is Fam» «Это семья»                             | Неизвестно      | Неизвестно              | 11 апреля 2019  | 4.93          |